# Sven Jönsson (handbollsspelare)
Sven Malte "Munken" Jönsson, född 18 mars 1918 i Karlskrona, död där 14 januari 1986, var en svensk landslagsspelare i handboll.

## Karriär

### Klubblagsspel
Sven Jönsson började spela handboll under skoltiden. Moderklubben var IF Göta Leijon, en småklubb i Karlskrona med främst fotboll på programmet. 1932 kom Jönsson till IFK Karlskrona där han skulle spela resten av sin långa karriär. 1932 till 1939 spelade klubben i lägre divisioner än allsvenskan, men den 12 november 1939 gjorde Jönsson debut i allsvenskan. Han skulle sedan till 1950 spela 177 allsvenska matcher med 345 gjorda mål i klubben. Han vann allsvenska serien 1945 och 1948 men det blev inget SM-guld för här förlorade klubben finalerna 1940, 1942, 1944 och 1945 mot Majornas IK. 1950 ledde Jönsson tabellen över de aktiva som spelat flest matcher och gjort flest mål i allsvenskan. Han var en av legenderna i allsvenskan.

### Landslagsspel
Sven Jönsson landslagsdebuterade 7 december 1941 i Eriksdalshallen i Stockholm, motståndare var Danmark. Sven Jönsson stod för tre mål i matchen. Han spelade totalt sex officiella landskamper inomhus enligt handbollsförbundets nya statistik och gjorde tio mål. Men tre landskamper spelade han utomhus och utomhuslandskamper ingår inte i den nya statistiken, en på hemmaplan 1942 mot Danmark och två 1947 utomlands mot Schweiz i Basel och Österrike i Wien. Sista landskampen skedde inomhus 1948 mot Danmark i Köpenhamn, då Sverige förlorade 7-9.
| Antal landskamper | Datum      | Motståndare | Spelplats  | Resultat Sveriges mål först | Mål av Sven Jönsson | Källa |
| ----------------- | ---------- | ----------- | ---------- | --------------------------- | ------------------- | ----- |
| 6 inne Totalt 9   | 1948-01-18 | Danmark     | Köpenhamn  | 7-9                         | 0                   | [ 4 ] |
| 5 inne Totalt 8   | 1946-01-06 | Danmark     | Göteborg   | 9-7                         | 2                   | [ 4 ] |
| 4 inne Totalt 7   | 1942-12-04 | Danmark     | Köpenhamn  | 10-14                       | 1                   | [ 4 ] |
| 3 inne Totalt 6   | 1942-02-08 | Danmark     | Köpenhamn  | 13-17                       | 1                   | [ 4 ] |
| 2 inne Totlat 5   | 1942-01-08 | Tyskland    | Göteborg   | 28-10                       | 3                   | [ 4 ] |
| 1 inne Totalt 4   | 1941-12-07 | Danmark     | Stockholm  | 16-10                       | 3                   | [ 4 ] |
| 3 ute Totalt 3    | 1847-09-20 | Österrike   | Wien       | 9-6                         | 2                   | [ 6 ] |
| 2 ute Totalt 2    | 1947-09-14 | Schweiz     | Basel      | 10-4                        | 1                   | [ 6 ] |
| 1 ute Totalt 1    | 1942-09-03 | Danmark     | Karlskrona | 10-12                       | 1                   | [ 7 ] |

Pressmatcher: Eftersom så få landskamper spelades till följd av andra världskriget och även åren efter kriget spelades landskamper mellan ett landslag och ett av pressen uttaget lag. Sven Jönsson spelade 4 sådana matcher.  Spelare fick poäng på spelarmärket Stora Grabbars märke men bara för det av lagen som vann matchen. Som framgår av tabellen vann Sven Jönsson två matcher och erhöll 2 poäng på Stora Grabbars märke. Det är av denna orsak han är Stor Grabb då hans landskamper inte gett poängtalet 10 annars som behövdes för att bli stor grabb 1947.
| Antal matcher | År   | Motståndare      | Resultat Landslagets mål först | Mål av Sven Jönsson | Poäng på spelarmärket               |
| ------------- | ---- | ---------------- | ------------------------------ | ------------------- | ----------------------------------- |
| 4             | 1948 | Sverige presslag | 9-10                           | 1                   | 1 Sven Jönsson spelade i presslaget |
| 3             | 1947 | Sverige presslag | 9-8                            | 0                   | 1 Sven Jönsson spelade i landslaget |
| 2             | 1944 | Sverige presslag | 6-14                           | 0                   | 0 Sven Jönsson spelade i landslaget |
| 1             | 1942 | Sverige presslag | 14-9                           | 0                   | 0 Sven Jönsson spelade i presslaget |

## Meriter
- Två seriesegrar i Allsvenskan (1945 och 1948) med IFK Karlskrona